# Lac Ventadour (sjö i Kanada, Mauricie)
Lac Ventadour är en sjö i Kanada.   Den ligger i regionen Mauricie och provinsen Québec, i den sydöstra delen av landet, 400 km nordost om huvudstaden Ottawa. Lac Ventadour ligger 415 meter över havet. Arean är 4,1 kvadratkilometer. Den sträcker sig 5,9 kilometer i nord-sydlig riktning, och 3,0 kilometer i öst-västlig riktning.
I omgivningarna runt Lac Ventadour växer i huvudsak blandskog. Trakten runt Lac Ventadour är nära nog obefolkad, med mindre än två invånare per kvadratkilometer.